# NGC 388
NGC 388 est une galaxie elliptique située dans la constellation des Poissons. NGC 388 a été découverte par l'ingénieur irlandais Bindon Blood Stoney en 1850.

## Caractéristiques
Sa vitesse par rapport au fond diffus cosmologique est de 5 147 ± 29 km/s, ce qui correspond à une distance de Hubble de 75,9 ± 5,3 Mpc (∼248 millions d'al).
À ce jour, une mesure non basée sur le décalage vers le rouge (redshift) donne une distance d'environ 62,800 Mpc (∼205 millions d'al). Cette valeur est à l'extérieur des valeurs de la distance de Hubble.

## Arp 331 et le groupe de NGC 452

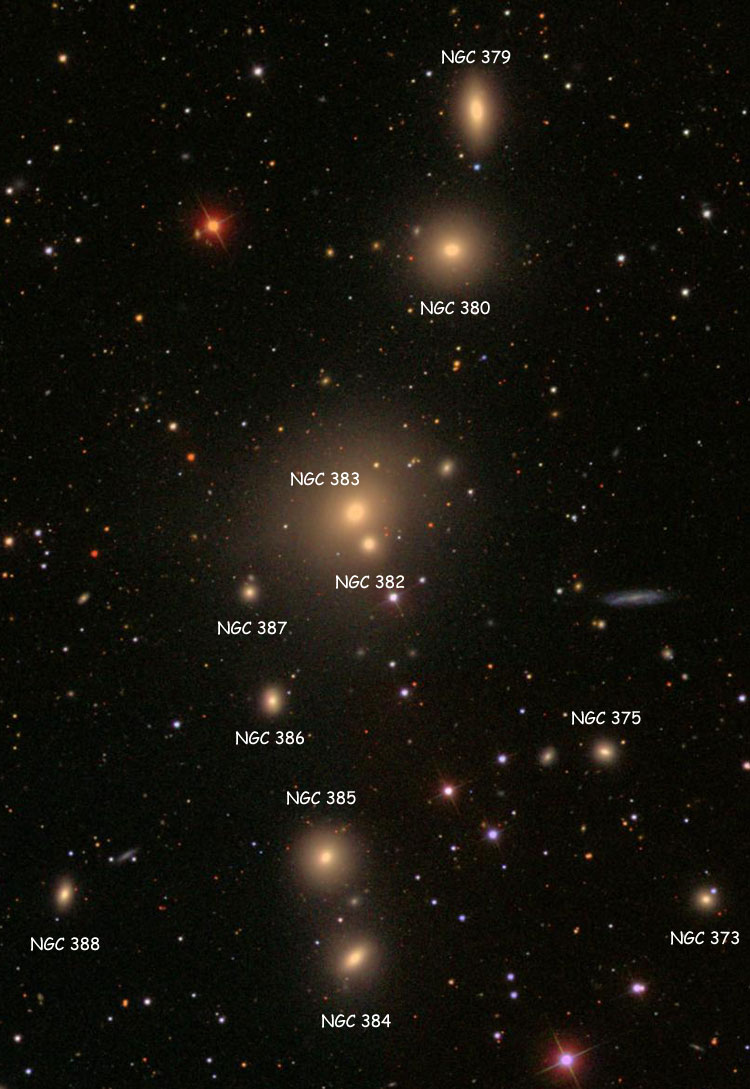
La chaine de galaxies Arp 331. (SDSS)

NGC 388 avec les galaxies NGC 375, NGC 379, NGC 380, NGC 382, NGC 383, NGC 384, NGC 385 et NGC 387 ont été inscrites dans l'atlas Arp sous la cote Arp 331. L'Atlas Arp cite Arp 331 comme un exemple d'une chaine de galaxies. Puisque NGC 375 est à environ 80,2 Mpc (∼262 millions d'al) et NGC 384 à environ 58,0 Mpc (∼189 millions d'al) de nous, certaines des galaxies d'Arp 331 sont très éloignées entre elles. Les galaxies de cette chaine n'appartiennent donc pas toutes à un groupe de galaxies, mais plusieurs d'entre elles font partie du groupe de NGC 452.
NGC 388 fait partie du groupe de NGC 452 dont les membres sont indiqués dans des articles d'Abraham Mahtessian paru en 1998 et de A.M Garcia paru en 1993. Ce groupe compte plus d'une vingtaine de galaxies.